# Chiesa di San Giacomo Maggiore (Ponte dell'Olio)
La chiesa di San Giacomo Maggiore è la parrocchiale di Ponte dell'Olio, in provincia di Piacenza e diocesi di Piacenza-Bobbio; fa parte del vicariato della Val Nure.

## Storia
La prima citazione d'una cappella a Ponte dell'Olio risale al IX secolo; la dedicazione all'apostolo San Giacomo deriva forse dal fatto che il luogo era frequentato dai pellegrini diretti a Santiago de Compostela.
Nel 1272 l'originaria cappella venne sostituita da una nuova chiesa, realizzata da tale Guglielmo Bossi, come si legge su una lapide; tuttavia, poi per circa tre secoli non si hanno più attestazioni dell'edificio, che è quindi menzionato successivamente appena in un atto del 1562.
Nel 1707 fu eretto il nuovo campanile dopo la demolizione di quello precedente, che era pericolante, mentre nel 1744 fu realizzata la cappella del battistero.
Alcuni decenni dopo, nel 1775 vennero avviati i lavori di rifacimento della parrocchiale, poi ultimati nel 1801, come si apprende dalla relazione della visita pastorale del 1819; la consacrazione fu impartita il 26 marzo 1884 dal vescovo di Piacenza Giovanni Battista Scalabrini.
Tra il 2016 e il 2017 il tetto della chiesa venne interessato da un intervento di risistemazione e di rifacimento.

## Descrizione

### Esterno
La facciata a salienti della chiesa, rivolta a ponente, è suddivisa da una cornice marcapiano aggettante in due registri; quello inferiore, più largo, è tripartito da quattro lesene tuscaniche e presenta centralmente il portale maggiore sovrastato dal timpano semicircolare, mentre ai lati si aprono gli ingressi secondari sormontati da finestre rettangolari, mentre quello superiore, affiancato da due volute di raccordo, è caratterizzato da una nicchia ospitante una statua di San Giacomo e da due lesene angolari ioniche e coronato dal frontone.
Vicino alla parrocchiale sorge il campanile, suddiviso in tre registri da cornici aggettanti; la cella presenta una monofora per lato ed è coronata dal tamburo sorreggente la copertura a cupola.

### Interno
L'interno dell'edificio è suddiviso da pilastri abbelliti da lesene sorreggenti sesto archi a tutto sesto in tre navate che constano di quattro campate e la centrale delle quali voltata a botte e le laterali a crociera; al termine dell'aula si sviluppa il presbiterio, sopraelevato di due scalini e coperto anch'esso dalla volta a botte.